# Florian Mennigen
Florian Mennigen (født 10. april 1982) er en tysk tidligere roer, som roede i flere forskellige bådtyper.
Mennigen opnåede sit første store internationale resultat, da han var med til at blive nummer tre ved VM for U/23 i firer uden styrmand i 2002. Som senior var han med til at vinde VM-bronze i firer med styrmand i 2007, og i 2008 kom han med i otteren ved OL i Beijing, hvor tyskerne blev nummer otte. Ved VM det følgende år var han igen med i otteren, der her blev verdensmestre, og i 2010 var han med til at blive både europa- og verdensmester i otteren, mens det i 2011 blev til endnu en VM-titel.
Han var igen med for Tyskland ved OL 2012 i London, hvor tyskerne var store favoritter som verdensmestre de seneste tre år. De vandt også problemfrit deres indledende heat, og i finalen tog de spidsen fra starten og holdt den, skønt de øvrige både pressede godt på, især Canada, der vandt sølv, og Storbritannien på tredjepladsen.
Han afsluttede sin karriere, inden den følgende sæson gik i gang. Han er uddannet psykolog og har siden afslutningen af sin sportslige karriere arbejdet som coach og konsulent i erhvervslivet.